# Jan Macháček (starosta)
Jan Macháček (7. října 1841 Kutná Hora – 29. listopadu 1935 Kutná Hora) byl rakouský a český podnikatel a politik, na počátku 20. století poslanec Českého zemského sněmu; dlouholetý starosta Kutné Hory.

## Biografie
Vyučil se kupcem a v rodné Kutné Hoře provozoval po 35 let koželužskou firmu. Byl aktivní i veřejně a politicky. Roku 1862 založil tajný vlastenecký spolek Bursa. Roku 1863 se osobně účastnil polského povstání. Od roku 1870 se angažoval v obecní samosprávě Kutné Hory a v období let 1891–1919 zastával funkci starosty města. Podílel se na hospodářském rozvoji Kutné Hory i ochraně jejích kulturních pamětihodností. Díky jeho úsilí prošel rekonstrukcí chrám svaté Barbory, Vlašský dvůr nebo takzvaný Kamenný dům. Inicioval elektrifikaci Kutné Hory, výstavbu městské plynárny a založení řemeslnické školy. Roku 1906 mu bylo uděleno čestné občanství Kutné Hory. Mezi jeho blízké spolupracovníky a přátele patřil politik Bedřich Pacák.
Na přelomu století se zapojil i do zemské politiky. V doplňovacích volbách v prosinci 1898 byl zvolen do Českého zemského sněmu v kurii městské (volební obvod Kutná Hora). Mandát obhájil v řádných volbách v roce 1901. Politicky se uvádí coby člen mladočeské strany.
Zemřel ve vysokém věku v listopadu 1935 a pohřben byl na hřbitově u Všech Svatých v Kutné Hoře.